# Didymodon fulvus
Didymodon fulvus là một loài rêu trong họ Pottiaceae. Loài này được (Hook.) Schwägr. mô tả khoa học đầu tiên năm 1829.